# Joseph Paxton
Joseph Paxton (Milton Bryan, Bedfordshire, 3 d'agost de 1803 – 8 de juny de 1865), va ser un arquitecte i paisatgista anglès, reconegut per ser l'autor del Crystal Palace, obra construïda per a la primera Gran Exposició celebrada a Londres el 1851.
Joseph Paxton era un jardiner anglès, dissenyador, escriptor i creador d'un dels edificis més famosos del regnat de Victoria, el Palau de Cristall. Joseph Paxton va néixer en Bedfordshire el 3 d'agost 1803 en una família d'agricultors. Va treballar en una sèrie de llocs on treballava de jardiner, fins que el 1823 va començar a treballar en els jardins de Chiswick, que va ser arrendat per la Societat Hortícola del duc de Devonshire. Impressionat amb les seves habilitats, el 1826, el duc va nomenar jardiner cap a Paxton en Chatsworth House, gran casa de camp de la família Devonshire en Derbyshire. També va construir un hivernacle - conegut com el gran hivernacle - i una casa de Lily, dissenyats especialment per a un lliri gegant amb un disseny basat en les fulles de la planta. També es va casar amb la neboda del majordoma de Chatsworth, Sarah Bown. La fama va arribar amb l'Exposició de 1851. Tots els dels 245 plans per crear la sala principal d'exposicions en l'Hyde Park havien estat examinats i rebutjats. Paxton estava de visita a Londres, en el temps i l'oïda parlar d'aquestes dificultats. Al cap d'uns dies, va pronunciar un disseny - una versió molt ampliada de la seva casa lliri en Chatsworth. És barat, senzill de muntar i portar i podria estar llest ràpidament. La novetat va ser el seu revolucionari disseny de prefabricats modulars, i l'ús extensiu de vidre. Va prendre 2.000 homes i vuit mesos per a construir el "Palau de Cristall ', que era de més de 500 m de llarg i prop de 140 m d'ample. A pesar d'un cinisme generalitzat entre la premsa i públic, quan l'Exposició Universal va obrir al maig de 1851 va ser un èxit enorme. A l'octubre, Paxton va ser nomenat cavaller per la Victòria. Quan va acabar l'exposició, el Palau de Cristall va ser novament erigida en Sydenham, en el sud de Londres, on va romandre fins que es va incendiar el 1936. Paxton va romandre en el seu lloc com jardiner en Chatsworth, però va prendre un gran nombre d'altres projectes, treballant en el disseny dels parcs públics, ajudant amb les millores suggerides pel real Jardí Botànic de Kew i el disseny d'una casa de camp, Mentmore Torres para Baron Mayer de Rothschild. Es va fer ric a través de l'especulació amb èxit en el sector ferroviari en plena expansió i va morir el 8 de juny de 1865 en Sydenham.